# Borealosaurus
Borealosaurus is een plantenetend dinosauriërgeslacht behorend tot de Titanosauria. Hij kwam tijdens het late Krijt voor in het gebied van het huidige China. Dit geslacht omvat één soort genaamd Borealosaurus wimani.

## Vondst en naamgeving
Tussen 1999 en 2002 werden er opgravingen verricht bij het dorp Shuangmiao, nabij Beipiao in Liaoning. Daarbij werden onder andere sauropoden gevonden.
De soort werd in 2004 benoemd en beschreven door de (Chinese) paleontologen You Hailu, Ji Qiang, Matthew C. Lamanna, Li Jinglu en Li Yinxiang Li. De geslachtsnaam komt van de Griekse woorden Βορεας (noordelijke wind) en σαυρος (hagedis) en is een verwijzing naar de herkomst uit het noorden van China; de soortaanduiding wimani is een vernoeming naar Carl Johan Josef Ernst Wiman, een Zweedse paleontoloog die Euhelopus, de allereerst benoemde Chinese dinosauriër, beschreven heeft.
Het holotype, LPM 0167, is gevonden in een laag van de Sunjiawanformatie die dateert uit het Albien. Het bestaat uit een middelste staartwervel. Drie andere specimina uit de groeve werden aan de soort toegewezen. LPM 0168 is een tweede middelste staartwervel, wellicht meer naar voren in de reeks gelegen. LPM 0169 is een los gevonden tand. LPM 0170 is een rechteropperarmbeen.

## Beschrijving
Borealosaurus was een relatief kleine sauropode die ongeveer 12 meter lang en 10 ton zwaar werd. Het opperarmbeen heeft een lengte van tweeënzestig centimeter.
Het holotype toont één autapomorfie, unieke afgeleide eigenschap. Een vrij achterste middelste staartwervel is opisthocoel, met een bolle voorzijde en een holle achterzijde.
De tand is stiftvormig.

## Fylogenie
Borealosaurus werd in de Titanosauria geplaatst, gezien de voorwaartse plaatsing van de wervelboog, en daarbinnen in de Opisthocoelicaudinae. De in Mongolië gevonden soort Opisthocoelicaudia heeft, zoals de naam al aangeeft, namelijk ook opisthocoele staartwervels, zij het dat deze zich beperken tot de eerste vijftien wervels. Een probleem hierbij is dat de vermoedelijk meer voorwaarts gelegen wervel LPM 0168 niet opisthocoel is maar plat van voren.